# Provincie Ómi

Mapa japonských provincií se zvýrazněnou provincií Ómi

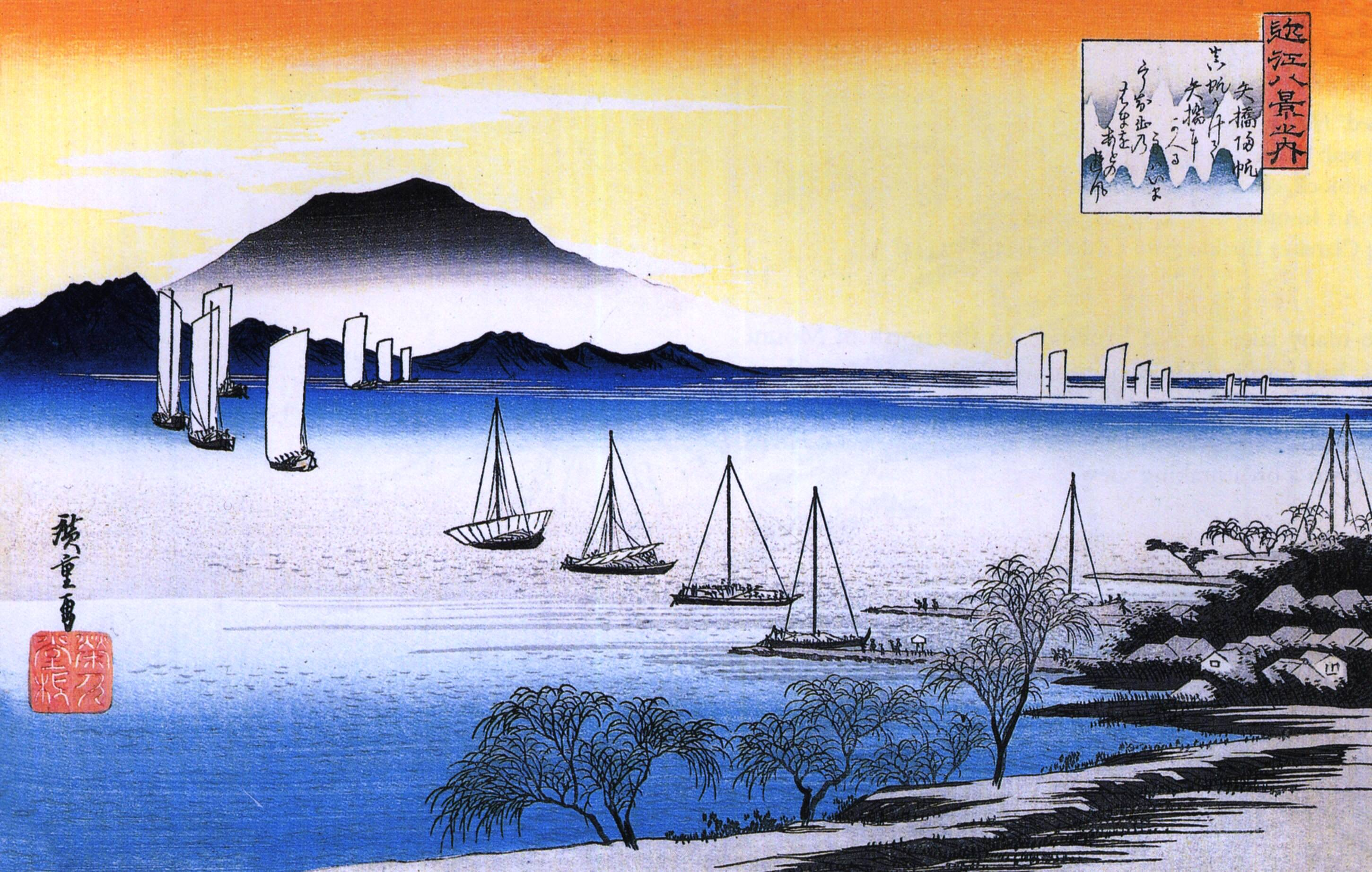
Plachetnice u Jahaši, obrázek ukijo-e od Hirošigeho. Jeden z Osmi pohledů na Ómi.

Provincie Ómi (japonsky: 近江国; Ómi no kuni) byla stará japonská provincie, na jejímž území se dnes rozkládá prefektura Šiga. Byla jednou z provincií, které tvořily správní okruh Tósandó. Byla také známá jako Góšú (江州). Ómi sousedila s provinciemi Jamaširo, Tanba, Wakasa, Ečizen, Mino, Ise a Iga.
Staré hlavní město provincie se nacházelo poblíž dnešního města Ócu a bylo i největším hradním městem provincie.
Tokimasa Hódžó (北條　時政, 1138–1215), první šikken Kamakurského šógunátu, se stal daimjó provincie Ómi během 10. měsíce roku Šódži 2 (1200).
Během období Sengoku byla severní část provincie lénem Micunariho Išidy, soupeře Iejasua Tokugawy v bitvě u Sekigahary, i když Micunari trávil většinu času na Ósackém hradě, kde se staral o léno nedospělého syna Hidejošiho Tojotomi. Po Išidově porážce přidělil Iejasu jeho léno svým spojencům z klanu Ii. Ti na ruinách Sawajamy vystavěli nový hrad a město Hikone.
Jižní část provincie kolem města Kóka (Koga) byla domovem slavných nindžů z Kogy, jedné ze dvou hlavních škol ninjutsu.
Během období Edo se na území provincie nacházelo 5 z 53 stanic na cestě Tókaidó.